# Associazione Calcio Thiene 2002-2003
Questa pagina raccoglie le informazioni riguardanti l'Associazione Calcio Thiene nelle competizioni ufficiali della stagione 2002-2003.

## Rosa
| N. |                    | Ruolo | Calciatore          |
| -- | ------------------ | ----- | ------------------- |
|    | Italia (bandiera)  | C     | Daniele Arboit      |
|    | Italia (bandiera)  | D     | Paolo Ardenghi      |
|    | Italia (bandiera)  | A     | Cristian Baglieri   |
|    | Italia (bandiera)  | D     | Enrico Bonaldo      |
|    | Italia (bandiera)  | D     | Edoardo Bonetto     |
|    | Italia (bandiera)  | D     | Simone Borriero     |
|    | Italia (bandiera)  | A     | Roberto Colussi     |
|    | Italia (bandiera)  | P     | Marco Corrà         |
|    | Italia (bandiera)  | D     | Fabio Cozza         |
|    | Italia (bandiera)  | C     | Daniele De Battisti |
|    | Italia (bandiera)  | A     | Federico Giarretta  |
|    | Italia (bandiera)  | A     | Tommaso Lazzaro     |
|    | Brasile (bandiera) | D     | André Leone         |
|    | Italia (bandiera)  | C     | Giacomo Lorenzi     |

| N. |                   | Ruolo | Calciatore                      |
| -- | ----------------- | ----- | ------------------------------- |
|    | Italia (bandiera) | C     | Stefano Mazzocco                |
|    | Italia (bandiera) | D     | Ivan Moretto                    |
|    | Italia (bandiera) | D     | Giovanni Noro                   |
|    | Italia (bandiera) | C     | Filippo Novello                 |
|    | Italia (bandiera) | D     | Alberto Paoli                   |
|    | Italia (bandiera) | A     | Enrico Pento                    |
|    | Italia (bandiera) | C     | Federico Perugini (II)          |
|    | Italia (bandiera) | A     | Massimiliano Antonio Scichilone |
|    | Italia (bandiera) | D     | Paolo Simeoni                   |
|    | Italia (bandiera) | C     | Mirco Simonato                  |
|    | Italia (bandiera) | C     | Federico Smanio                 |
|    | Italia (bandiera) | P     | Stefano Zanfardin               |
|    | Italia (bandiera) | C     | Mauro Zironelli                 |
|    | Italia (bandiera) | P     | Marco Zuccher                   |